# Jan Lindsten
Jan Eric Lindsten, född 23 januari 1935, är en svensk genetiker. Lindsten disputerade 1963 vid Karolinska Institutet och blev senare professor i medicinsk genetik och överläkare vid kliniskt genetiska laboratoriet vid Karolinska institutet. Han valdes 1975 in som ledamot av Kungliga Vetenskapsakademin. 1979-1990 var han sekreterare i Karolinska Institutets Nobelkommitté.